# Кабычевка
Кабы́чевка (укр. Каби́чівка) — село в Старобельском районе Луганской области Украины, административный центр Кабычевского сельского совета.

## История
До 1789 г. селение именовалось хутор Кабыкин. В 1789 в хуторе построена деревянная Покровская церковь, селение получило статус слободы и стало называться слобода Кабыченная.
В 1779—1796 годах селение входило в состав Беловодского уезда Воронежской губернии. Позднее, после смерти Екатерины II, в составе Беловодского уезда Слободско-Украинской губернии. 
1797—1802 гг. В составе Старобельского уезда Слободско-Украинской губернии. В 1797 году административный центр уезда был переведён в Старобельск, а Беловодский уезд переименован в Старобельский уезд. В 1802—1824 гг. Старобельский уезд в составе Воронежской губернии, в 1824—1835 гг. вновь в составе Слободско-Украинской губернии. В 1835 году после переименования Слободско-Украинской губернии в Харьковскую губернию, являлась казенной слободой Зориковской волости Старобельского уезда Харьковской губернии Российской империи.
В 1924 году селение вошло в состав Марковского района Ворошиловградской области.
В ходе Великой Отечественной войны с лета 1942 до начала 1943 года находилось под немецкой оккупацией.

## Население
Население по переписи 2001 года составляло 997 человек.

## Известные уроженцы
- Горохов, Пётр Данилович (1923—1993) — украинский советский хормейстер, хоровой дирижёр, музыкальный педагог. Кандидат искусствоведения, профессор Донецкой консерватории. Заслуженный деятель искусств УССР.

## Местный совет
92422, Луганська обл., Марківський р-н, с. Кабичівка, пр. Поштовий, 1 (укр.)